# Andreas Felder
Andreas Felder detto Andi (Hall in Tirol, 6 marzo 1962) è un ex saltatore con gli sci austriaco, vincitore di una Coppa del Mondo e varie medaglie olimpiche e iridate.

## Biografia
In Coppa del Mondo esordì il 4 gennaio 1980 a Innsbruck (68°), ottenne il primo podio il 13 febbraio 1981 a Ironwood (2°) e la prima vittoria l'8 dicembre 1984 a Thunder Bay. Si aggiudicò la coppa di cristallo nel 1991.
In carriera prese parte a tre edizioni dei Giochi olimpici invernali, Sarajevo 1984 (6° nel trampolino normale, 28° nel trampolino lungo), Calgary 1988 (12° nel trampolino normale, 6° nel trampolino lungo, 5° nella gara a squadre) e Albertville 1992 (6° nel trampolino normale, 9° nel trampolino lungo, 2° nella gara a squadre), a sei dei Campionati mondiali, vincendo sei medaglie, e a tre dei Mondiali di volo, vincendo una medaglia.

## Palmarès

### Olimpiadi
- 1 medaglia:
  - 1 argento (gara a squadre ad Albertville 1992)

### Mondiali
- 6 medaglie:
  - 2 ori (trampolino lungo a Oberstdorf 1987; gara a squadre a Val di Fiemme 1991)
  - 3 argenti (gara a squadre a Oslo 1982; trampolino normale, gara a squadre a Seefeld in Tirol 1985)
  - 1 bronzo (gara a squadre a Oberstdorf 1987)

### Mondiali di volo
- 1 medaglia:
  - 1 oro (individuale a Tauplitz 1986)

### Mondiali juniores
- 1 medaglia:
  - 1 bronzo (K70 a Örnsköldsvik 1980)

### Coppa del Mondo
- Vincitore della Coppa del Mondo nel 1991
- 53 podi (51 individuali, 2 a squadre):
  - 27 vittorie (25 individuali, 2 a squadre)
  - 16 secondi posti (individuali)
  - 10 terzi posti (individuali)

#### Coppa del Mondo - vittorie
| Data             | Località               | Nazione     | Trampolino                                                                      |
| ---------------- | ---------------------- | ----------- | ------------------------------------------------------------------------------- |
| 8 dicembre 1984  | Thunder Bay            | Canada      | Big Thunder K89                                                                 |
| 9 dicembre 1984  | Thunder Bay            | Canada      | Big Thunder K120                                                                |
| 15 dicembre 1984 | Lake Placid            | Stati Uniti | MacKenzie Intervale K86                                                         |
| 16 dicembre 1984 | Lake Placid            | Stati Uniti | MacKenzie Intervale K114                                                        |
| 3 marzo 1985     | Lahti                  | Finlandia   | Salpausselkä K113                                                               |
| 8 marzo 1985     | Falun                  | Svezia      | Lugnet K112                                                                     |
| 15 febbraio 1986 | Vikersund              | Norvegia    | Vikersundbakken K155                                                            |
| 16 febbraio 1986 | Vikersund              | Norvegia    | Vikersundbakken K155                                                            |
| 23 febbraio 1986 | Engelberg              | Svizzera    | Gross-Titlis-Schanze K120                                                       |
| 14 marzo 1987    | Planica                | Jugoslavia  | Letalnica K185                                                                  |
| 22 marzo 1987    | Oslo                   | Norvegia    | Holmenkollen K105                                                               |
| 4 marzo 1990     | Lahti                  | Finlandia   | Salpausselkä K90                                                                |
| 7 marzo 1990     | Örnsköldsvik           | Svezia      | Paradiskullen K82                                                               |
| 17 marzo 1990    | Raufoss                | Norvegia    | Lønnbergbakken K90                                                              |
| 1º dicembre 1990 | Lake Placid            | Stati Uniti | MacKenzie Intervale K86                                                         |
| 8 dicembre 1990  | Thunder Bay            | Canada      | Big Thunder K90                                                                 |
| 9 dicembre 1990  | Thunder Bay            | Canada      | Big Thunder K120                                                                |
| 1º gennaio 1991  | Garmisch-Partenkirchen | Germania    | Große Olympiaschanze K107                                                       |
| 6 gennaio 1991   | Bischofshofen          | Austria     | Paul Ausserleitner K111                                                         |
| 2 marzo 1991     | Lahti                  | Finlandia   | Salpausselkä K90                                                                |
| 3 marzo 1991     | Lahti                  | Finlandia   | Salpausselkä K114                                                               |
| 1º gennaio 1992  | Garmisch-Partenkirchen | Germania    | Große Olympiaschanze K107                                                       |
| 12 gennaio 1992  | Predazzo               | Italia      | Giuseppe Dal Ben K120 (con Werner Rathmayr, Ernst Vettori e Martin Höllwarth)   |
| 17 gennaio 1992  | Sankt Moritz           | Svizzera    | Olympiaschanze K95                                                              |
| 19 gennaio 1992  | Engelberg              | Svizzera    | Gross-Titlis-Schanze K120                                                       |
| 28 marzo 1992    | Planica                | Slovenia    | Bloudkova velikanka K120 (con Martin Höllwarth, Werner Rathmayr e Heinz Kuttin) |
| 29 marzo 1992    | Planica                | Slovenia    | Bloudkova velikanka K120                                                        |

#### Torneo dei quattro trampolini
- 7 podi di tappa[2]:
  - 3 vittorie
  - 1 secondo posto
  - 3 terzi posti

### Campionati austriaci
- 8 medaglie[3]:
  - 2 ori (70 m nel 1986; 90 m nel 1987)
  - 4 argenti (70 m nel 1984; 70 m nel 1987; 70 m nel 1991; 120 m nel 1992)
  - 2 bronzi (90 m nel 1986; 70 m nel 1990)